# Джипсем (Колорадо)
Джипсем (англ. Gypsum) — місто (англ. town) в США, в окрузі Ігл штату Колорадо. Населення — 8040 осіб (2020).

## Географія
Джипсем розташований за координатами 39°38′18″ пн. ш. 106°57′38″ зх. д. / 39.63833° пн. ш. 106.96056° зх. д. (39.638312, -106.960665).  За даними Бюро перепису населення США в 2010 році місто мало площу 20,00 км², з яких 19,86 км² — суходіл та 0,14 км² — водойми. В 2017 році площа становила 22,82 км², з яких 22,57 км² — суходіл та 0,25 км² — водойми.

### Клімат
| Клімат : Джипсем      | Клімат : Джипсем | Клімат : Джипсем | Клімат : Джипсем | Клімат : Джипсем | Клімат : Джипсем | Клімат : Джипсем | Клімат : Джипсем | Клімат : Джипсем | Клімат : Джипсем | Клімат : Джипсем | Клімат : Джипсем | Клімат : Джипсем | Клімат : Джипсем |
| Показник              | Січ.             | Лют.             | Бер.             | Квіт.            | Трав.            | Черв.            | Лип.             | Серп.            | Вер.             | Жовт.            | Лист.            | Груд.            | Рік              |
| Середній максимум, °C | 0,6              | 3,9              | 7,8              | 13,9             | 20,0             | 25,6             | 30,0             | 27,8             | 23,9             | 16,7             | 7,8              | 0,6              | 15,0             |
| Середній мінімум, °C  | −16,1            | −13,3            | −7,2             | −3,3             | 0,0              | 2,8              | 6,7              | 5,6              | 0,6              | −3,3             | −9,4             | −15              | −4,4             |
| Норма опадів, мм      | 23               | 15               | 20               | 20               | 20               | 23               | 30               | 28               | 25               | 23               | 18               | 23               | 267              |
| --------------------- | ---------------- | ---------------- | ---------------- | ---------------- | ---------------- | ---------------- | ---------------- | ---------------- | ---------------- | ---------------- | ---------------- | ---------------- | ---------------- |
| Джерело: Weatherbase  |                  |                  |                  |                  |                  |                  |                  |                  |                  |                  |                  |                  |                  |

## Демографія
Згідно з переписом 2010 року, у місті мешкало 6477 осіб у 2009 домогосподарствах у складі 1593 родин. Густота населення становила 324 особи/км².  Було 2205 помешкань (110/км²).
Расовий склад населення:
| - 71,0 % — білих - 1,6 % — корінних американців - 0,5 % — азіатів - 0,3 % — чорних або афроамериканців - 0,1 % — вихідців з тихоокеанських островів - 23,4 % — осіб інших рас |

До двох чи більше рас належало 3,1 %. Частка іспаномовних становила 44,9 % від усіх жителів.
За віковим діапазоном населення розподілялося таким чином: 32,7 % — особи молодші 18 років, 64,1 % — особи у віці 18—64 років, 3,2 % — особи у віці 65 років та старші. Медіана віку мешканця становила 31,3 року. На 100 осіб жіночої статі у місті припадало 110,4 чоловіків;  на 100 жінок у віці від 18 років та старших — 111,6 чоловіків також старших 18 років.
Середній дохід на одне домашнє господарство  становив 112 005 доларів США (медіана — 88 698), а середній дохід на одну сім'ю — 122 070 доларів (медіана — 87 708). Медіана доходів становила 41 506 доларів для чоловіків та 52 256 доларів для жінок. За межею бідності перебувало 4,6 % осіб, у тому числі 0,0 % дітей у віці до 18 років та 0,0 % осіб у віці 65 років та старших.
Цивільне працевлаштоване населення становило 4172 особи. Основні галузі зайнятості: будівництво — 15,5 %, освіта, охорона здоров'я та соціальна допомога — 14,4 %, мистецтво, розваги та відпочинок — 10,5 %, роздрібна торгівля — 9,9 %.